# Obligation in solidum (droit français)
Ne doit pas être confondu avec Solidarité (droit).
En droit français, une obligation in solidum (différente de l'« obligation conjointe » ou encore de l'« obligation solidaire ») est une obligation de plusieurs personnes tenues chacune responsable pour le tout envers un créancier. 
Cette obligation est d'origine jurisprudentielle.
Il y a donc un créancier avec sa créance, et plusieurs codébiteurs avec chacun sa propre dette. N'importe lequel des codébiteurs peut être enjoint de payer l'intégralité de la dette à l'égard du créancier car, tous ensemble, ils sont à l'origine d'un même préjudice. Il importe peu qu'il n'y ait entre ces codébiteurs aucun lien de représentation.
C'est une application concrète de la « théorie de l'équivalence des conditions ».

## Historique
En droit français, la première mention de l'obligation « in solidum » serait un arrêt du 29 février 1836, publié au recueil Sirey 1836, partie I, page 293.
Cette dénomination vient du latin  solidus qui signifie « solide », « entier », « total ». C'est une condamnation « en totalité », « au tout », « pour le tout ».

## Distinction théorique entre obligation solidaire et obligation in solidum
En matière d'obligation solidaire, il y a un lien fictif de représentation de chacun des débiteurs pour tous les autres auprès du créancier. Il y a une seule créance et seule dette qui est commune aux codébiteurs. Il s'agit donc de dettes nées d'une même source et ayant le même objet mais qui tendent à donner au créancier la même satisfaction. Il y a une seule dette commune aux co-débiteurs.
Dans l'obligation « in solidum », il n'existe aucun lien de représentation entre les débiteurs. Il y a plusieurs dettes nées de sources différentes et elles sont globalement communes aux codébiteurs. On a pu parler de « solidarité imparfaite ». Il y a une seule créance et plusieurs dettes. La distinction obligation solidaire/obligation « in solidum » est fondée sur la légalité pour l'obligation solidaire car il n'y a pas de solidarité sans texte, et fondée sur la causalité ou la garantie pour obligation « in solidum » (chaque débiteur est débiteur de sa part et garant de celle des autres).
Que ce soit pour l'obligation solidaire ou l'obligation in solidum, trois idées identiques sous-tendent les deux obligations :
- indivisibilité des causes : chacun a contribué à réaliser l'entier préjudice car sans son fait ou sa faute, le dommage ne se serait pas produit ;

- insolvabilité : il y a une garantie de paiement pour la victime qui s'adresse au débiteur le plus solvable ;

- simplicité : pas de division des poursuites (la victime créancière ne s'adresse qu'à un seul débiteur, le plus solvable, pour être indemnisée).

## Matières dans lesquelles il y a obligation solidaire et obligation «in solidum»

### Obligation solidaire
- Quand la loi le prévoit expressément. Exemple : solidarité en matière pénale.

- Quand il y a un titre juridique commun. Exemples : cotitulaires du contrat de bail, coemprunteurs, etc.

### Obligation «in solidum»
Elle a été créée par la jurisprudence :
- en matière de responsabilité délictuelle (anciens articles 1382 et 1383 du code civil, articles 1240 et suivants du code civil actuel). Exemple : deux navires entrant en collision et causant un dommage à un tiers. Il y a une créance et un fait générateur unique (collision) mais plusieurs fautes qui entrent en concours.

- en matière de responsabilité contractuelle, quand les codébiteurs ne sont pas liés par le même contrat au créancier. Exemple : un architecte dans le cadre d'un contrat de construction d'une maison et un entrepreneur dans le cadre d'un contrat de prestation de services ont commis des fautes distinctes à l'égard d'un même maître de l'ouvrage.

- en matière d'obligation alimentaire : chaque codébiteur d'une obligation alimentaire à l'égard du même créancier est tenu de subvenir à la totalité de ses besoins. Exemple : Cour de cassation, chambre civile, 27 novembre 1935, Dalloz Périodique, 1936, partie I, page 25, note Rouast.

## Effets de l'obligation «in solidum»

### Mêmes effets que la solidarité
L'obligation « in solidum » a les mêmes effets que l'obligation solidaire :
- droit de poursuite du créancier sur le tout, même si certains débiteurs sont inconnus ou insolvables ;

- effets du paiement : le paiement fait par l'un des débiteurs met les autres à l'abri des poursuites du créancier ;

- recours subrogatoire entre les codébiteurs : le débiteur qui a payé la dette dispose d'un recours contre les autres débiteurs.

### Effets amoindris par rapport à la solidarité
Dans quatre séries de domaines, l'obligation « in solidum » est plus faible que la solidarité et ne produit aucun effet :
- l'obligation « in solidum » n'interrompt la prescription qu'à l'égard de la personne poursuivie (en revanche la solidarité entraîne le fait que la prescription interrompue à l'égard d'un seul créancier l'interrompt pour tous les autres) ; l'idée de représentation réciproque ne s'applique pas.

- l'obligation « in solidum » permet de faire courir les intérêts moratoires qu'à l'égard de la seule personne poursuivie ;

- la mise en demeure faite à un seul codébiteur ne transfère pas les risques aux autres (exemple : la chose périt par la faute d'un des codébiteurs non mis en demeure).

- pas d'opposabilité de la chose jugée aux autres codébiteurs non mis en demeure.

## Exemple de jurisprudence
- Civ. 11 juillet 1892[1] : les coauteurs d'un dommage sont responsables in solidum lorsqu'il est impossible de déterminer la part de chacun dans la production du dommage.

## Source bibliographique
: source utilisée pour la rédaction de cette page.
- Yvaine Buffelan-Lanore, « Droit civil - Deuxième année », 2e édition, éd. Sirey, paragraphes n°568 à 574, et n°1432 à 1436.